# Aslan Karatsev
Aslan Kazbekovitsj Karatsev (Russisch: Аслан Казбекович Карацев; Ossetisch: Хъæрæцаты Хъазыбеджы фырт Аслан, Hebreeuws: אסלן קזבקוביץ' קראצב) (Vladikavkaz, 4 september 1993) is een tennisser uit Rusland. Op het Australian Open van 2021 slaagde hij erin om als debutant en kwalificant de halve finales van het enkelspeltoernooi te bereiken. Hij werd hiermee de vijfde speler die als kwalificant de laatste vier van een grandslamtoernooi in het mannenenkelspel wist te bereiken.
Karatsev heeft in zijn carrière twee ATP-toernooien in het enkel- en één1 in het dubbelspel op zijn naam geschreven. Ook was hij onderdeel van het Russische team dat de ATP Cup 2021 won.
In 2021 won hij met zijn dubbelspelpartner Jelena Vesnina de zilveren medaille op de Olympische Spelen 2020.

## Jeugd
Aslan Karatsev werd op 4 september 1993 geboren in Vladikavkaz (Noord-Ossetië). Op driejarige leeftijd verhuisde hij met zijn ouders naar Israël. In zijn tienerjaren keerde hij vanwege de tennisfaciliteiten weer terug naar Rusland met zijn vader.
Karatsev spreekt Russisch, Engels en Hebreeuws. Naast een Russisch paspoort is Karatsev ook in het bezit van een Israëlisch paspoort.

## Carrière

### 2013 tot 2016
Karatsev maakte in 2013 zijn debuut op de ATP Tour als wildcardspeler op het ATP-toernooi van Sint-Petersburg. Hier verloor hij in de eerste ronde tegen zijn landgenoot Michail Joezjny. In 2014 deed hij mee aan het kwalificatietoernooi van Wimbledon, maar hij wist zich niet te plaatsen voor het hoofdtoernooi.
In maart 2015 won Karatsev in Kazan zijn eerste challengertoernooi. Op de zomeruniversiade van 2015 bereikte hij de finale van het enkelspeltoernooi. Hierin verloor hij van Chung Hyeon. Later dat jaar bereikte Karatsev de laatste kwalificatieronde van het US Open. Het was voor het eerst dat hij zo ver kwam in het kwalificatietoernooi van een grandslamtoernooi, maar hij slaagde er niet in om het hoofdtoernooi te bereiken. In oktober plaatste hij zich voor het ATP-toernooi van Moskou, waar hij tegen Michai Joezjny zijn eerste wedstrijd op de ATP Tour wist te winnen. In de tweede ronde werd hij uitgeschakeld door Philipp Kohlschreiber.
In 2016 bereikte Karatsev tweemaal de finale van een challengertoernooi, waaronder weer dat van Kazan, maar hij verloor beide finales. Op Roland Garros kwam hij tot de laatste ronde van het kwalificatietoernooi, maar het lukte wederom niet om zijn debuut op een grandslamtoernooi te maken. Op 17 juli maakte hij zijn debuut in de Russische Davis Cup-ploeg. Omdat Rusland al zeker was van de overwinning tegen Nederland mocht Karatsev de plek van Andrej Roebljov innemen. Hij verloor deze dead rubber van Matwé Middelkoop.

### 2017 tot 2019
Van 2017 tot 2019 nam Karatsev aan geen enkel toernooi van de ATP Tour deel in het hoofdtoernooi. Op challengertoernooien kwam hij nergens verder dan de halve finales.

### 2020
In januari 2020 bereikte Karatsev de finale van het challengertoernooi van Bangkok, waarin hij de beslissende derde set van Attila Balázs verloor in een tie-break. In augustus en september bereikte hij op drie achtereenvolgende challengertoernooien in Tsjechië de finale, waarvan hij er twee wist te winnen. Op Roland Garros kwam hij wederom tot de laatste kwalificatieronde, maar slaagde hij er niet in om die te winnen.

### 2021
In januari kwalificeerde Karatsev zich voor het eerst voor een grandslamtoernooi: in de kwalificaties van het Australian Open won hij al zijn wedstrijden. In februari nam hij namens Rusland deel aan de ATP Cup. Samen met Andrej Roebljov, Daniil Medvedev en Jevgeni Donskoj won de Russische ploeg dit toernooi. Karatsev speelde hierin alleen wedstrijden in het dubbelspel, die overigens allemaal werden verloren.
Op het hoofdtoernooi van het Australian Open - dat na de ATP Cup werd gespeeld - baarde Karatsev opzien door als debutant en kwalificant de halve finales te bereiken. In de eerste rondes rekende hij in drie sets af met Gianluca Mager en Jahor Herasimaw. Vervolgens versloeg hij ook achtste reekshoofd Diego Schwartzman zonder setverlies. De achtste finales tegen Félix Auger-Aliassime won hij in vijf sets, nadat de eerste twee sets door Auger-Aliassime werden gewonnen en in de kwartfinales versloeg Karatsev Grigor Dimitrov. In de halve finales werd hij uiteindelijk uitgeschakeld door titelverdediger Novak Djokovic. Karatsev was de eerste speler in het open tijdperk die bij zijn grandslamdebuut de halve finales bereikte. Door zijn prestatie klom hij naar de 42e plaats op de wereldranglijst, zijn hoogste positie tot dan toe. Dit was een stijging van ruim zeventig plekken ten opzichte van zijn klassering voorafgaand aan het Australian Open.
Bij het toernooi van Doha behaalde Karatsev zijn eerste toernooizege op de ATP Tour door samen met Roebljov het dubbelspel te winnen. Voor het enkelspeltoernooi kreeg Karatsev een wildcard, maar werd hij in de achtste finales uitgeschakeld door de als eerste geplaatste Dominic Thiem. Voor het toernooi van Dubai de daaropvolgende week ontving hij eveneens een wildcard. Op dit toernooi bereikte hij zijn eerste enkelspelfinale op de ATP Tour. Op weg naar de finale versloeg hij vier geplaatste spelers, waaronder Roebljov in de halve finale. Hiermee beëindigde hij Roebljovs reeks van 23 overwinningen op rij in ATP Tour 500-toernooien. Een dag later behaalde hij zijn eerste titel in het enkelspel door in de finale met 6-3, 6-2 te winnen van de Zuid-Afrikaan Lloyd Harris. Door die toernooizege steeg Karatsev naar de 27e plaats op de wereldranglijst, waardoor hij voor het eerst bij de beste dertig tennissers ter wereld stond.
Tijdens het toernooi van Miami speelde Karatsev voor het eerst een toernooi op Masters 1000-niveau (de belangrijkste toernooien na de grandslams). Het was ook het eerste toernooi op de ATP Tour waarvoor hij rechtstreeks was toegelaten. Karatsev was hier zeventiende reekshoofd en kreeg daardoor een bye in de eerste ronde. Na winst in de tweede ronde dolf hij een ronde later het onderspit tegen Sebastian Korda.
Het toernooi van Monte Carlo (eveneens Masters 1000-niveau) was Karatsevs eerste graveltoernooi op de ATP Tour. Hij verloor in de tweede ronde van de uiteindelijke winnaar Stéfanos Tsitsipás. Een week later speelde hij op het Servisch Open. Hier won hij in de halve finale van Djokovic in een duel van 3 uur en 25 minuten. Deze wedstrijd, die door meerdere bronnen als 'hoogstaand' werd omschreven, was op dat moment de langste wedstrijd van dat jaar op de ATP Tour. In de finale greep Karatsev naast toernooiwinst, door in drie sets van Matteo Berrettini te verliezen. Het vervolg van het gravelseizoen verliep wisselvallig voor Karatsev. Op de toernooien van Madrid en van Rome werd hij in de achtste finale uitgeschakeld, maar wist hij wel te winnen van top tien-speler Diego Schwartzman (in Madrid) en van de mondiale nummer twee Daniil Medvedev (in Rome). In Lyon verloor hij in de eerste ronde. Roland Garros was Karatsevs tweede grandslamtoernooi in zijn carrière. Hij had hier ook voor het eerst een geplaatste status op een major (24e reekshoofd). Na een zege op kwalificant Jenson Brooksby verloor Karatsev in de tweede ronde van Philipp Kohlschreiber. Wel wist hij in het gemengddubbelspeltoernooi samen met zijn landgenote Jelena Vesnina de finale te bereiken. Hierin verloren ze na een supertiebreak van Desirae Krawczyk en Joe Salisbury. Na Roland Garros stond hij op de wereldranglijst op een nieuwe hoogste positie ooit (24e). Ook in het dubbelspel bereikte hij zijn beste klassering (plek 201).

## Palmares
| Legenda                       | Legenda               |
| ----------------------------- | --------------------- |
| Grand Slam                    |                       |
| Olympische Spelen             |                       |
| tot 2009                      | vanaf 2009            |
| Tennis Masters Cup            | ATP Finals            |
| ATP Masters Series            | ATP Tour Masters 1000 |
| ATP International Series Gold | ATP Tour 500          |
| ATP International Series      | ATP Tour 250          |

### Enkelspel
| Nr.                  | Datum            | Toernooi     | Ondergrond    | Tegenstander in finale | Score            | Details |
| -------------------- | ---------------- | ------------ | ------------- | ---------------------- | ---------------- | ------- |
| Gewonnen finales     |                  |              |               |                        |                  |         |
| 1.                   | 20 maart 2021    | ATP Dubai    | Hardcourt     | Lloyd Harris           | 6-3, 6-2         | Details |
| 2.                   | 24 oktober 2021  | ATP Moskou   | Hardcourt (i) | Marin Čilić            | 6-2, 6-4         | Details |
| 3.                   | 15 januari 2022  | ATP Sydney   | Hardcourt     | Andy Murray            | 6-3, 6-3         | Details |
| Verloren finales     |                  |              |               |                        |                  |         |
| 1.                   | 25 april 2021    | ATP Belgrado | Gravel        | Matteo Berrettini      | 1-6, 6-3, 6-7(0) | Details |
| 2.                   | 22 oktober 2023  | ATP Tokio    | Hardcourt     | Ben Shelton            | 5-7, 1-6         | Details |
| Gewonnen challengers |                  |              |               |                        |                  |         |
| 1.                   | 22 maart 2015    | Kazan        | Hardcourt     | Konstantin Kravtsjoek  | 6-4, 4-6, 6-3    |         |
| 2.                   | 30 augustus 2020 | Praag        | Gravel        | Tallon Griekspoor      | 6-4, 7-6(6)      |         |
| 3.                   | 6 september 2020 | Ostrava      | Gravel        | Oscar Otte             | 6-4, 6-2         |         |

### Dubbelspel
| Nr.                          | Datum           | Toernooi         | Ondergrond | Partner         | Tegenstanders in finale       | Score       | Details |
| ---------------------------- | --------------- | ---------------- | ---------- | --------------- | ----------------------------- | ----------- | ------- |
| Gewonnen finales herendubbel |                 |                  |            |                 |                               |             |         |
| 1.                           | 12 maart 2021   | ATP Doha         | Hardcourt  | Andrej Roebljov | Marcus Daniell Philipp Oswald | 7-5, 6-4    | Details |
| Verloren finales herendubbel |                 |                  |            |                 |                               |             |         |
| 1.                           | 17 oktober 2021 | ATP Indian Wells | Hardcourt  | Andrej Roebljov | John Peers Filip Polášek      | 3-6, 6-7(5) | Details |

### Gemengd dubbelspel
| Nr.                            | Datum           | Toernooi          | Ondergrond | Partner        | Tegenstanders in finale                     | Score                | Details |
| ------------------------------ | --------------- | ----------------- | ---------- | -------------- | ------------------------------------------- | -------------------- | ------- |
| Verloren finales gemengddubbel |                 |                   |            |                |                                             |                      |         |
| 1.                             | 10 juni 2021    | Roland Garros     | Gravel     | Jelena Vesnina | Desirae Krawczyk Joe Salisbury              | 6-2, 4-6, [5-10]     | Details |
| 2.                             | 1 augustus 2021 | Olympische Spelen | Hardcourt  | Jelena Vesnina | Anastasija Pavljoetsjenkova Andrej Roebljov | 3-6, 7-6(5), [11-13] | Details |

### Landencompetities
| Nr.              | Datum           | Toernooi  | Ondergrond    | Partner(s)                                       | Tegenstanders                                                   | Score               | Ref.    |
| ---------------- | --------------- | --------- | ------------- | ------------------------------------------------ | --------------------------------------------------------------- | ------------------- | ------- |
| Gewonnen finales |                 |           |               |                                                  |                                                                 |                     |         |
| 1.               | 7 januari 2021  | ATP Cup   | Hardcourt     | Daniil Medvedev Jevgeni Donskoj Andrej Roebljov  | Matteo Berrettini Fabio Fognini Simone Bolelli Andrea Vavassori | 2-0 (2 wedstrijden) | Details |
| 2.               | 5 december 2021 | Davis Cup | Hardcourt (i) | Andrej Roebljov Daniil Medvedev Karen Chatsjanov | Marin Čilić Borna Gojo Nino Serdarušić Nikola Mektić Mate Pavić | 2-0 (2 wedstrijden) | details |

## Resultaten grote toernooien
| Legenda | Legenda                          |
| ------- | -------------------------------- |
| g.t.    | geen toernooi gehouden           |
| l.c.    | lagere categorie                 |
| –       | niet deelgenomen                 |
| G       | uitgeschakeld in de groepsfase   |
| 1R      | uitgeschakeld in de eerste ronde |
| 2R      | uitgeschakeld in de tweede ronde |
| 3R      | uitgeschakeld in de derde ronde  |
| 4R      | uitgeschakeld in de vierde ronde |
| KF      | uitgeschakeld in de kwartfinale  |
| HF      | uitgeschakeld in de halve finale |
| F       | de finale verloren               |
| W       | het toernooi gewonnen            |
| w-v     | winst/verlies-balans             |

### Enkelspel
| Grandslamtoernooien  |      |      |      |     |      |      |      |      |      |      |      |   |
| Australian Open      | –    | –    | –    | –   | –    | –    | –    | –    | HF   | 3R   | 1R   |   |
| Roland Garros        | –    | –    | –    | –   | –    | –    | –    | –    | 2R   | 1R   | 2R   |   |
| Wimbledon            | –    | –    | –    | –   | –    | –    | –    | g.t. | 1R   | –    | 2R   |   |
| US Open              | –    | –    | –    | –   | –    | –    | –    | –    | 3R   | 1R   | 3R   |   |
| ATP Masters 1000     |      |      |      |     |      |      |      |      |      |      |      |   |
| Indian Wells         | –    | –    | –    | –   | –    | –    | –    | g.t. | 4R   | 3R   | –    |   |
| Miami                | –    | –    | –    | –   | –    | –    | –    | g.t. | 3R   | 3R   | –    |   |
| Monte Carlo          | –    | –    | –    | –   | –    | –    | –    | g.t. | 2R   | 1R   | –    |   |
| Madrid               | –    | –    | –    | –   | –    | –    | –    | g.t. | 3R   | 1R   | HF   |   |
| Rome                 | –    | –    | –    | –   | –    | –    | –    | –    | 3R   | 2R   | –    |   |
| Montreal/Toronto     | –    | –    | –    | –   | –    | –    | –    | g.t. | 2R   | 1R   | 1R   |   |
| Cincinnati           | –    | –    | –    | –   | –    | –    | –    | –    | 1R   | 2R   | –    |   |
| Shanghai             | –    | –    | –    | –   | –    | –    | –    | g.t. | g.t. | g.t. | 1R   |   |
| Parijs               | –    | –    | –    | –   | –    | –    | –    | –    | 1R   | 1R   | –    |   |
| Olympische Spelen    |      |      |      |     |      |      |      |      |      |      |      |   |
| Olympische Spelen    | g.t. | g.t. | g.t. | –   | g.t. | g.t. | g.t. | g.t. | 2R   | g.t. | g.t. |   |
| Statistieken         |      |      |      |     |      |      |      |      |      |      |      |   |
| Totaal aantal titels | 0    | 0    | 0    | 0   | 0    | 0    | 0    | 0    | 2    | 1    | 0    | 0 |
| Eindejaarsranking    | 292  | 218  | 195  | 235 | 621  | 485  | 289  | 112  | 18   | 59   | 35   |   |

### Dubbelspel
| Grandslamtoernooien  |      |      |      |     |      |      |      |      |      |      |      |   |
| Australian Open      | –    | –    | –    | –   | –    | –    | –    | –    | –    | 1R   | 1R   |   |
| Roland Garros        | –    | –    | –    | –   | –    | –    | –    | –    | –    | –    | –    |   |
| Wimbledon            | –    | –    | –    | –   | –    | –    | –    | g.t. | –    | –    | 1R   |   |
| US Open              | –    | –    | –    | –   | –    | –    | –    | –    | 1R   | 2R   | 1R   |   |
| ATP Masters 1000     |      |      |      |     |      |      |      |      |      |      |      |   |
| Indian Wells         | –    | –    | –    | –   | –    | –    | –    | g.t. | F    | KF   | –    |   |
| Miami                | –    | –    | –    | –   | –    | –    | –    | g.t. | –    | –    | –    |   |
| Monte Carlo          | –    | –    | –    | –   | –    | –    | –    | g.t. | –    | 2R   | –    |   |
| Madrid               | –    | –    | –    | –   | –    | –    | –    | g.t. | –    | –    | –    |   |
| Rome                 | –    | –    | –    | –   | –    | –    | –    | –    | –    | 1R   | –    |   |
| Montreal/Toronto     | –    | –    | –    | –   | –    | –    | –    | g.t. | KF   | –    | –    |   |
| Cincinnati           | –    | –    | –    | –   | –    | –    | –    | –    | 1R   | –    | –    |   |
| Shanghai             | –    | –    | –    | –   | –    | –    | –    | g.t. | g.t. | g.t. | –    |   |
| Parijs               | –    | –    | –    | –   | –    | –    | –    | –    | 1R   | –    | –    |   |
| Olympische Spelen    |      |      |      |     |      |      |      |      |      |      |      |   |
| Olympische Spelen    | g.t. | g.t. | g.t. | –   | g.t. | g.t. | g.t. | g.t. | 1R   | g.t. | g.t. |   |
| Statistieken         |      |      |      |     |      |      |      |      |      |      |      |   |
| Totaal aantal titels | 0    | 0    | 0    | 0   | 0    | 0    | 0    | 0    | 1    | 0    | 0    | 0 |
| Eindejaarsranking    | 402  | 441  | 248  | 618 | 728  | —    | 408  | 422  | 91   | 176  | —    |   |

### Gemengddubbelspel
| Grandslamtoernooien |      |      |      |   |      |      |      |      |   |      |      |  |
| Australian Open     | –    | –    | –    | – | –    | –    | –    | –    | – | –    | –    |  |
| Roland Garros       | –    | –    | –    | – | –    | –    | –    | g.t. | F | –    | –    |  |
| Wimbledon           | –    | –    | –    | – | –    | –    | –    | g.t. | – | –    | –    |  |
| US Open             | –    | –    | –    | – | –    | –    | –    | g.t. | – | –    | –    |  |
| Olympische Spelen   |      |      |      |   |      |      |      |      |   |      |      |  |
| Olympische Spelen   | g.t. | g.t. | g.t. | – | g.t. | g.t. | g.t. | g.t. | F | g.t. | g.t. |  |

## Trivia
- Karatsev wordt gecoacht door de Wit-Rus Jahor Jatsyk, die slechts een jaar ouder is dan hij.[14]